# Валлекалле
Валлекалле (фр. Vallecalle, корс. Vallecalle) — коммуна во Франции, находится в регионе Корсика. Департамент коммуны — Верхняя Корсика. Входит в состав кантона Ла-Конка-д’Оро. Округ коммуны — Бастия.
Код INSEE коммуны — 2B333.

## Население
Население коммуны на 2008 год составляло 110 человек.
| 1962 | 1968 | 1975 | 1982 | 1990 | 1999 | 2008 |
| ---- | ---- | ---- | ---- | ---- | ---- | ---- |
| 140  | 149  | 126  | 100  | 95   | 109  | 110  |

## Экономика
В 2007 году среди 60 человек в трудоспособном возрасте (15—64 лет) 45 были экономически активными, 15 — неактивными (показатель активности — 75,0 %, в 1999 году было 64,2 %). Из 45 активных работали 35 человек (20 мужчин и 15 женщин), безработных было 10 (3 мужчины и 7 женщин). Среди 15 неактивных 1 человек был учеником или студентом, 11 — пенсионерами, 3 были неактивными по другим причинам.

## Фотогалерея

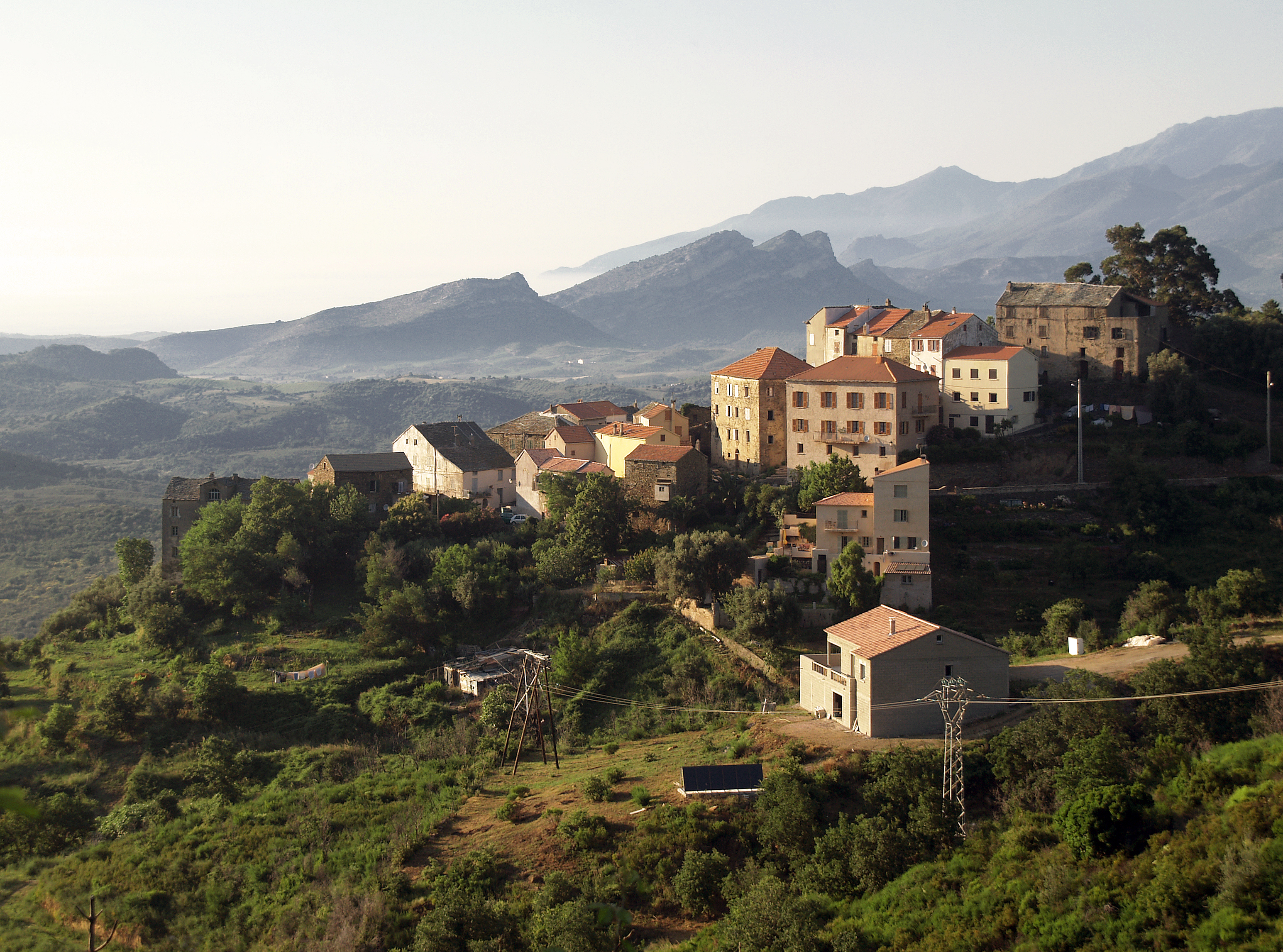
Валлекалле
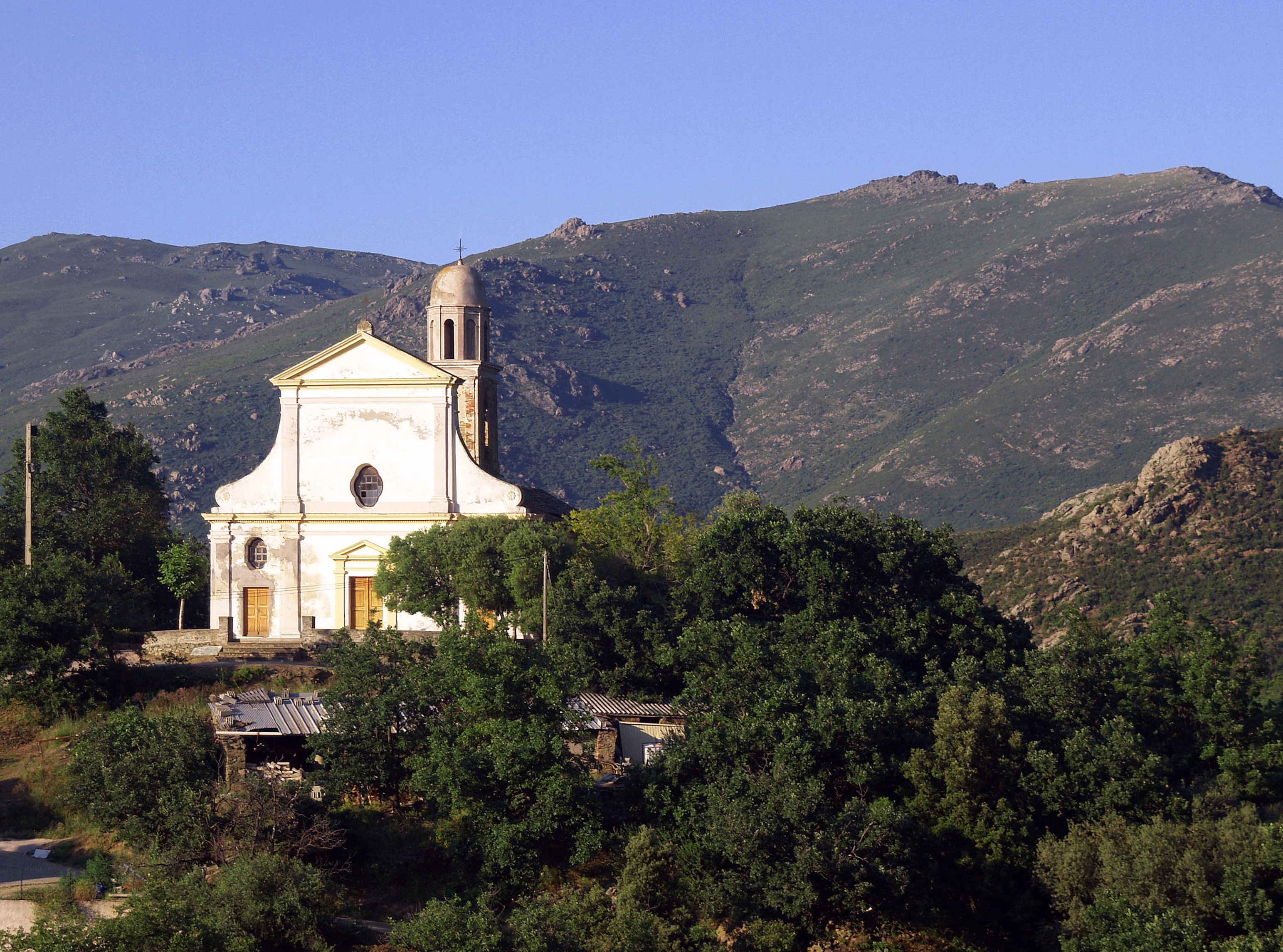
Церковь св. Павла